# 国防军陆军第9步兵团
国防军陆军第9步兵团是曾隶属于威瑪防衛軍以及德意志國防軍的一個步兵團，是普魯士第一步兵衛隊的后继者。驻地为波茨坦，该部队人员中普鲁士贵族占比很高。
其麾下有19名军官（或曾隶属于该部队的军官）参与了7月20日密谋案，这一人数在所有德军团级单位中高居榜首。7月20日密谋案失敗后，这些参与密谋的军官们中的大部分都被处决，或者自杀。曾隶属于该团的少将海寧·馮·特雷斯科夫和中校弗里茨-迪特洛夫·冯·舒伦堡则是德国抵抗运动的核心人物。
德國聯邦國防部警衛營則是第9步兵团的後繼者。